# Camillo Boccaccino

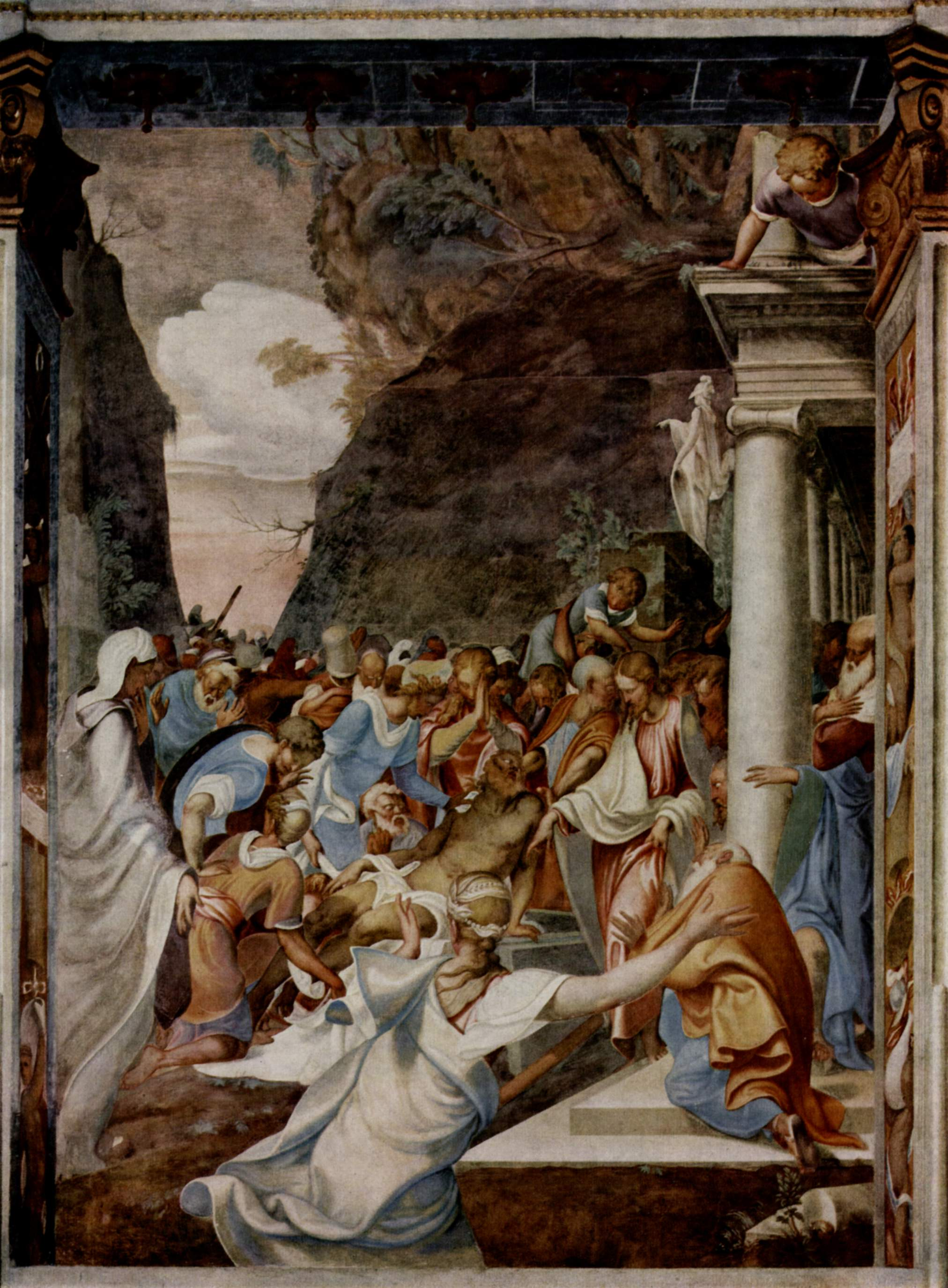
Resurrecció de Llàtzer, San Segismondo, Cremona.

Camillo Boccaccino (Cremona, circa 1504 - 1546) va ser un pintor italià del Renaixement, que va desenvolupar la seva activitat en Cremona i Lombardia.

## Biografia
Va ser fill i deixeble de Boccaccio Boccaccino. Es troba citat a les històries de Giovanni Paolo Lomazzo i Giorgio Vasari. Va ser un artista amb grans dots artístics, que va saber adaptar-se als nous corrents manieristes, i crear a partir d'elles un estil personal. Sembla que va ser a Parma entre 1522 i 1524, on va tenir contacte amb l'obra de Correggio. També va tenir la influència d'artistes com el Parmigianino, Pordenone i posteriorment, Giulio Romano.
L'any 1525 va viatjar a Venècia, absorbint les innovacions de Tizià. Sembla que va continuar el seu periple artístic, que el va servir per conèixer a Il Garofalo i el brescià Romanino. Amb aquest bagatge va aconseguir un art molt sofisticat, amb barreja de les diverses influències rebudes, proper al manierisme.
Se l'atribueixen els Quatre Evangelistes (1537) de les petxines de la cúpula de San Sigismondo de Cremona. En aquest recinte, Boccaccino realitza un dels primers grans cicles manieristes del nord d'Itàlia, adient-se les influències de Correggio i Parmigianino amb la força acabada de conèixer de Giulio Romano.

## Obres destacades
- Mare de Déu sedent amb sants (1525, Galeria de Praga, originàriament per a Santa Maria del Cistello, és la seva primera obra conservada.
- Isaïes i David (1530, San Vicenzo, Cremona), portes d'un orgue.
- El profeta David (1530, Palazzo Farnese, Roma)
- Mare de Déu a la glòria amb quatre sants (1532, Milà), originàriament per a l'església de San Bartolomeo a Cremona.
- Frescs de l'església de San Sigismondo, Cremona (1535-39) 
  - Pare etern a la glòria amb els evangelistes (1537)
  - Resurrecció de Llàtzer (1537-39)
  - Crist i l'adúltera (1537-39)
- Mare de Déu amb l'arcàngel Sant Miquel i el beat Ansedoni (Museu de Cremona)